# Coelogyne beccarii
Coelogyne beccarii é uma espécie de orquídea epífita, família Orchidaceae, originária da Papuasia.